# Красное (Ивано-Франковская область)
Кра́сное (укр. Красне) — село в Перегинской поселковой общине Калушского района Ивано-Франковской области Украины.
Население по переписи 2001 года составляло 1276 человек. Занимает площадь 40,589 км². Почтовый индекс — 77660. Телефонный код — 03474.